# IRT (electrodomésticos)
IRT (anteriormente Industria de Radio y Televisión S.A.) es una marca de electrodomésticos chilena que pertenece a la empresa RCL Sudamericana S.A.. Tiene su origen en la filial local de la RCA Victor, la cual fue nacionalizada en 1971 bajo el gobierno de Salvador Allende. Esta operación además involucró el sello discográfico filial de la empresa, el cual funcionó hasta 1987.

## Historia

### RCA Victor Chile (1939-1971)
RCA Victor en Chile comienza en 1928 como un estudio de grabación fonográfico, el cual expande sus actividades en 1939 con la apertura de una fábrica de ensamblaje y manufactura de radios en calle Vicuña Mackenna 3333, Santiago. En 1942 el gobierno de Chile a través de CORFO adquiere el 33% de la planta y en 1956 esta fábrica es la primera en Sudamérica en fabricar tubos de vacío. En 1961 empieza también a producir para RCA Victor Chile la fábrica de manufacturas ILESCO —sigla de «Industria Leopoldo Sanz y Compañía»—, ubicada en Arica, actual Región de Arica y Parinacota. La importancia de esta planta durante este periodo hizo que el 80% del mercado electrónico de Chile provenga de esta planta.

### Nacionalización y surgimiento de IRT (1971-1973)
La empresa nace el 4 de marzo de 1971, cuando la Corporación de Fomento de la Producción, adquiere el 51% de las acciones de la empresa discográfica. El plan del gobierno de la Unidad Popular fue poder fabricar aparatos electrónicos y venderlos a bajo costo, favoreciendo su adquisición y masificación, especialmente en el caso de los televisores. La casa matriz de la empresa estaba en Vicuña Mackenna 3333 (sede que anteriormente era de RCA Victor) y además contaba con una planta de ensamblaje en Arica llamada ILESCO —empresa propietaria original de la planta y que en 1961 amplió su rubro al ensamblaje de aparatos electrónicos para televisores—.

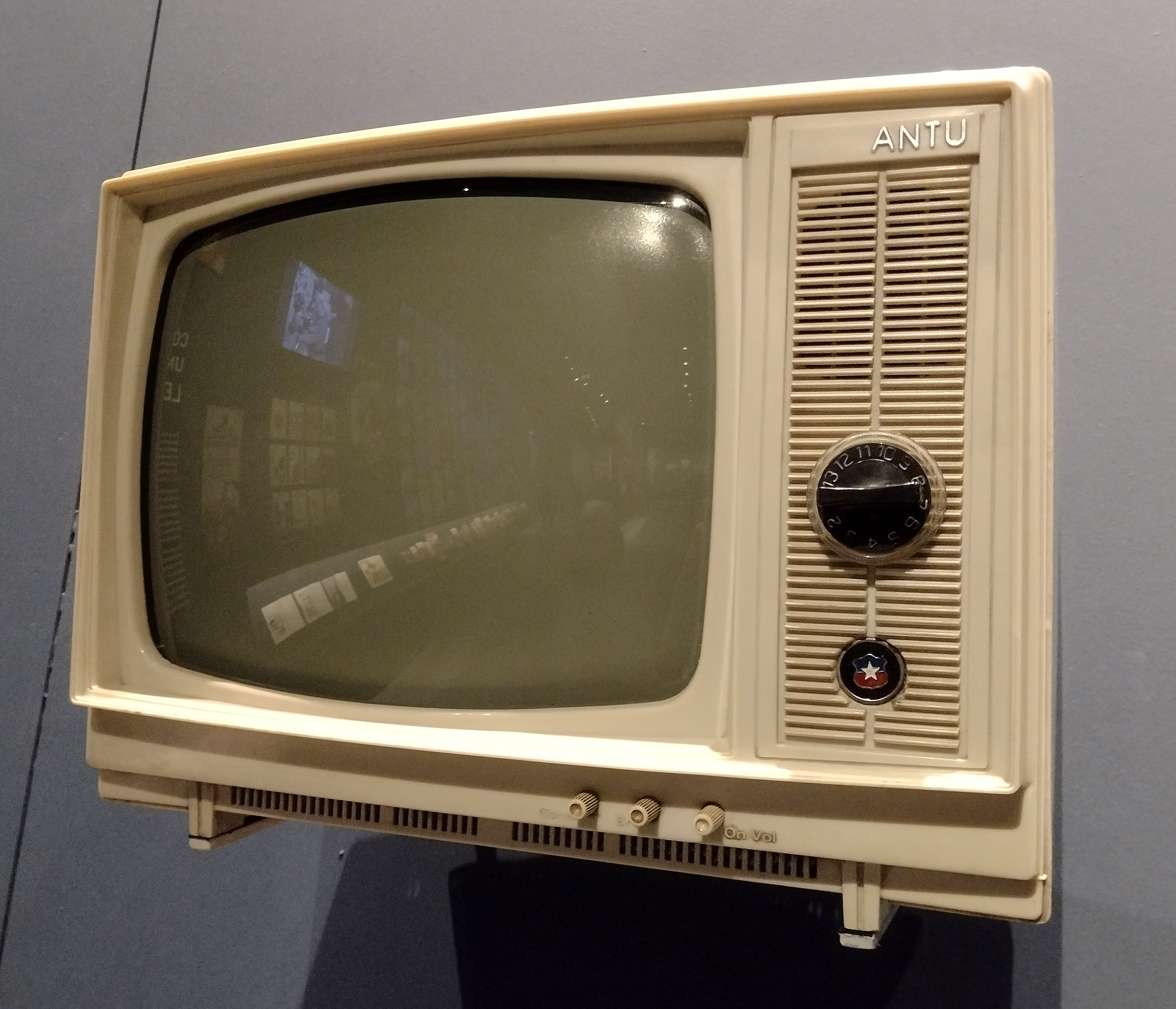
Televisor Antu.

El primer producto de la naciente IRT fue el televisor Antu, un televisor híbrido (a válvulas y transistores) en blanco y negro con sintonización mecánica y una pantalla de diagonal 12 pulgadas en caja plástica de color blanco y con el escudo nacional pequeño en la parte frontal, fabricado por primera vez en 1972.

### Intentos de privatización y posterior cierre (1975-1984)
Una vez instaurada la dictadura militar encabezada por Augusto Pinochet, los televisores Antu comenzaron a llevar el logotipo de IRT en lugar del escudo nacional. Posteriormente, en el año 1975, aparece el TV IRT Alba, similar al Antu (ByN, 12 pulgadas) y una vez iniciadas las transmisiones en color en Chile durante 1978, IRT lanza los modelos Alba Color, en 14 pulgadas y Antu Color, en 16 pulgadas.
En 1975, dos años después del golpe de Estado, se realizó el primer intento de privatización de la empresa mediante una licitación que fue declarada desierta. Al año siguiente, en 1976, IRT fue vendida a Colorado Televisão S.A. de Brasil, sin embargo la venta fue anulada en 1978 y la empresa retornó a manos de Corfo. Finalmente, en 1979 una nueva licitación resulta exitosa y la empresa es vendida a Emilio Rojas y Enzo Bolocco Cintolesi (Televisores Bolocco).
La firma fue duramente golpeada por la crisis económica de 1982, lo que sumado a problemas asociados a la competencia extranjera, principalmente de la emergente industria electrónica asiática de la época (Japón, Corea del Sur) llevaron a la compañía a declararse en quiebra.
También en esta época se empieza a orientar la producción de la empresa en adquisición de diseños de aparatos de marcas externas más que en generación de aparatos de diseño propio. La empresa empieza a generar productos bajo licencia de diseño original de la marca NEC Corporation (Japón).

### Deslocalización de la marca (1987-presente)
Hacia finales del siglo 20 la empresa fue adquirida por el grupo empresarial Martinez Perales, ubicando sus oficinas principales, en calle San Pablo 1910, Santiago. En aquel entonces se importaban equipos de proveedores asiáticos (Onwa (China) , Fair Mate (Singapur), Onkyo (Japón) e Hitachi (Japón)) y algunos modelos fabricados por las marcas sudcoreanas LG Corporation y Samsung.
Hacia inicios de la década del 2000, la marca IRT fue adquirida por la empresa chilena RCL Sudamericana S.A. (originalmente Radio Center Ltda.), distribuidora de electrónica de consumo, convirtiéndola en una "brand name"  bajo la cual comercializa productos electrónicos de bajo costo. Desde 2018 vende Televisión inteligente.